# Велес (город, Северная Македония)
Ве́лес (от греческого Ελεούσα — Элеуса, макед. Велес, тур. Köprülü) — город в центральной части Республики Северная Македония, расположен на реке Вардар. Город — центр одноимённой общины Велес. Старинное турецкое название Кёпрюлю (Köprülü) означало «город у моста». С 1946 по 1996 год город носил имя Титов-Велес в честь Тито.

## География
Вблизи Велеса протекает река Брегалница, которая впадает в Вардар. Город находится на магистральной дороге между Скопье и Афинами.
В ходе немецкого вторжения в Югославию 7 апреля 1941 года город заняли подвижные части 73-й пехотной дивизии вермахта.

## История
Город был основан в 168 до н. э. и назывался Вилла Зора (Билазора).

## Население

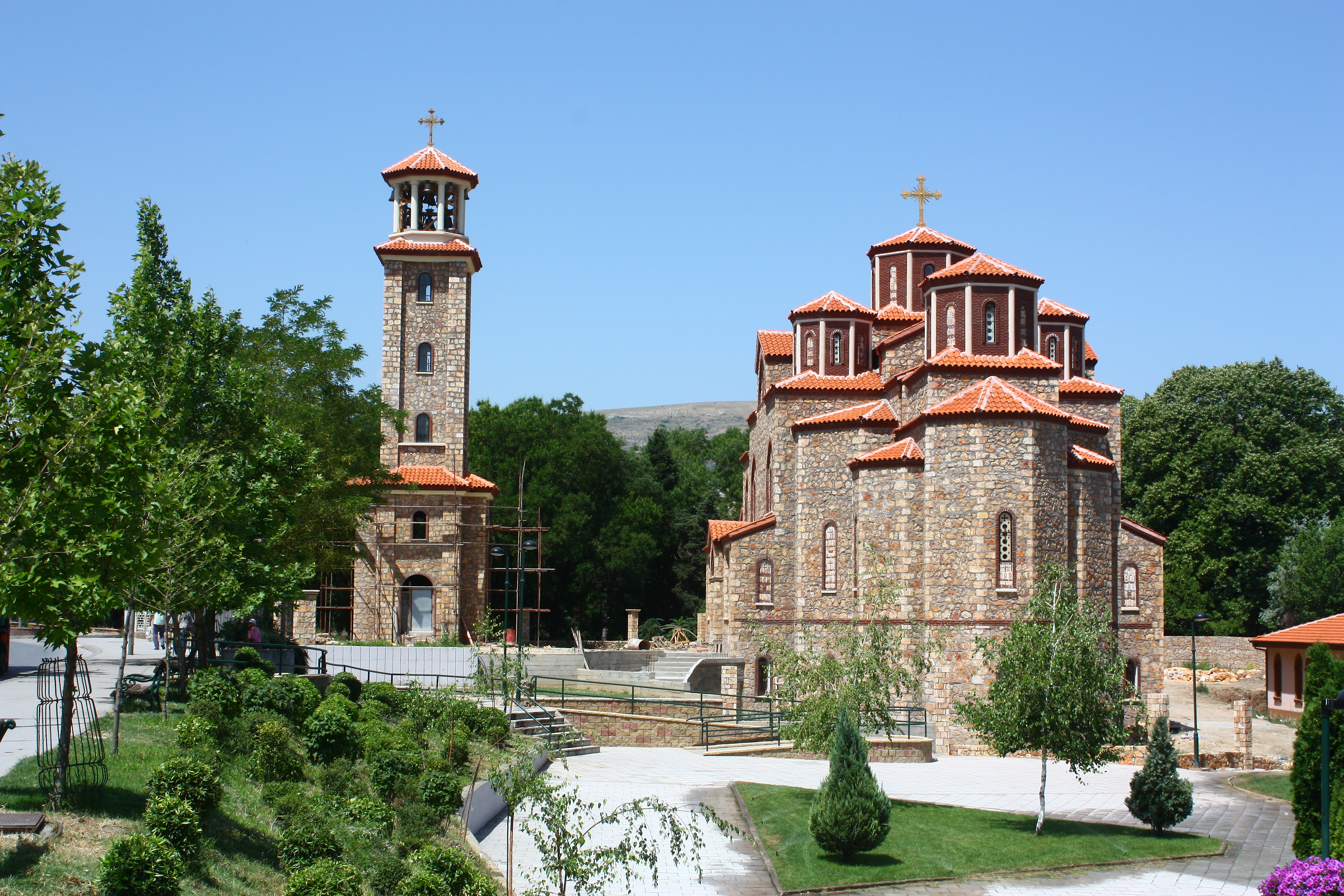
Церковь Святых Кирилла и Мефодия

По переписи 1994 года в городе проживали 44 149 жителей, а в 2002 году — 43 716.
| Национальность | Всего  |
| македонцы      | 40 269 |
| албанцы        | 91     |
| турки          | 1 694  |
| цыгане         | 799    |
| влахи          | 340    |
| сербы          | 297    |
| бошняки        | 36     |
| другие         | 190    |

### Персоналии
- Коле Неделковски (1912—1941) — македонский поэт; один из зачинателей новой македонской литературы.

## Достопримечательности
- Церковь Святых Кирилла и Мефодия
- Фазыл Ахмед-паша мечеть

## Фотогалерея

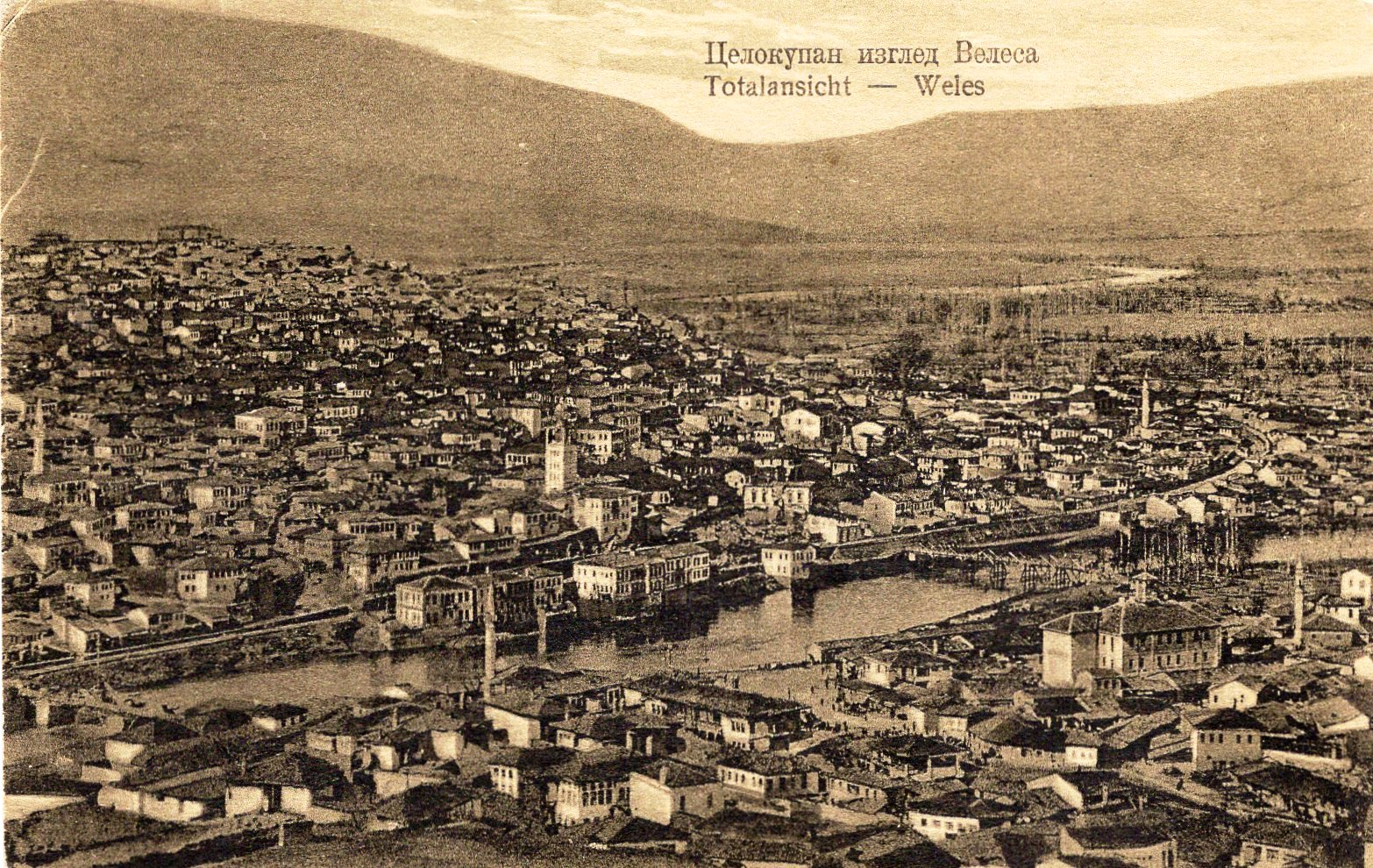
Велес на почтовой открытке, 1923
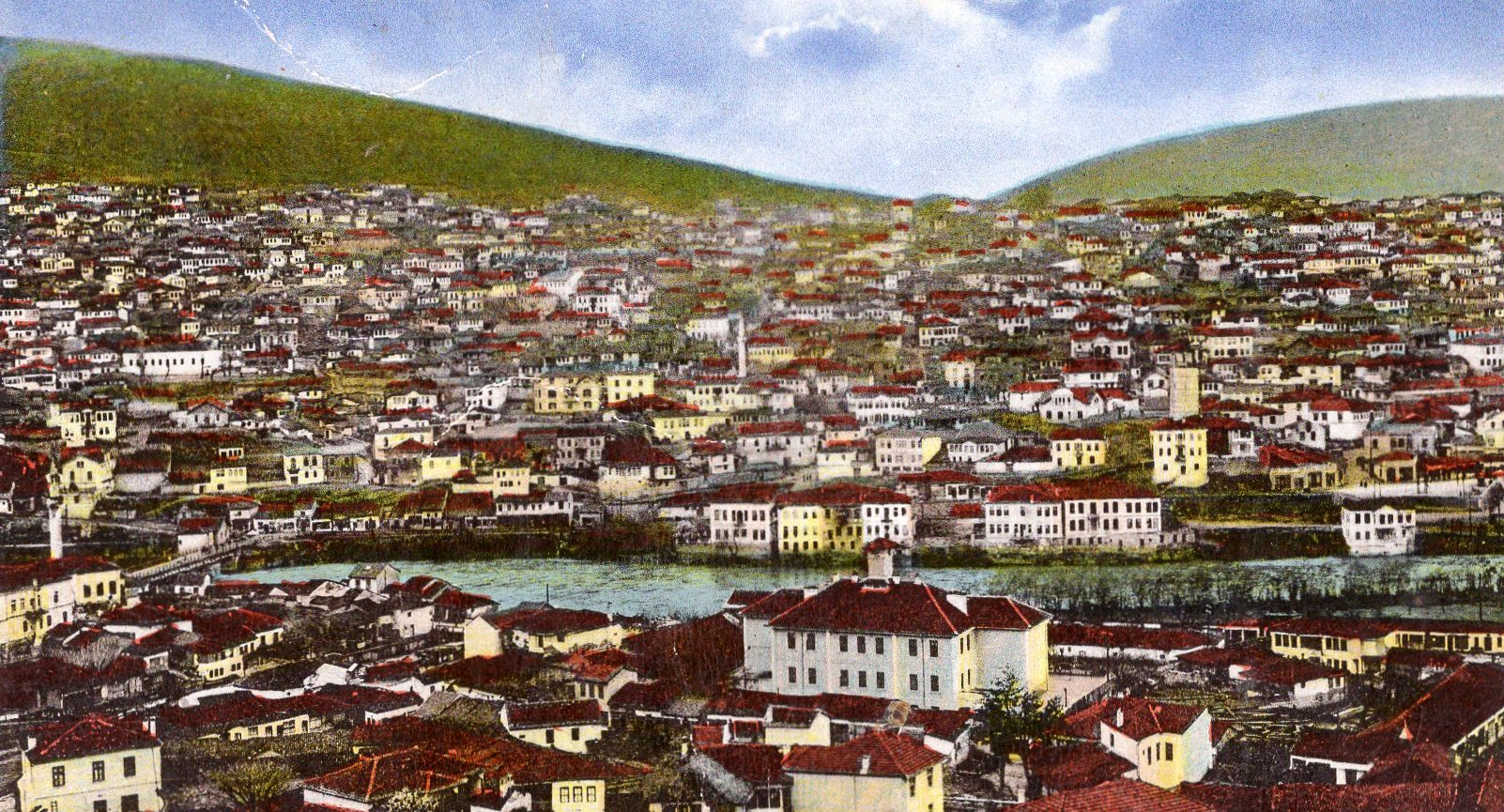
Велес на почтовой открытке, 1920
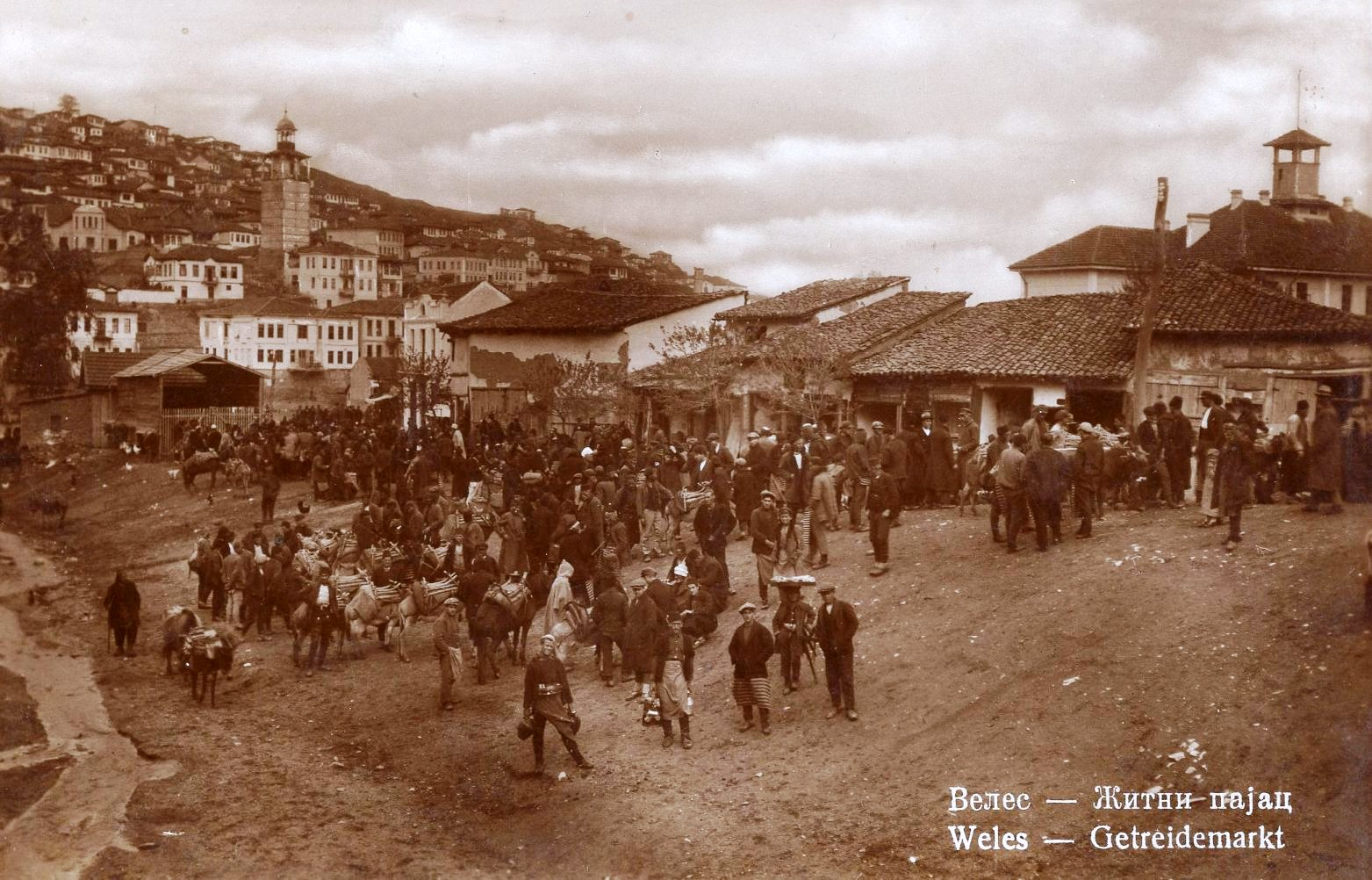
Велес на почтовой открытке, зерновой рынок, 1920
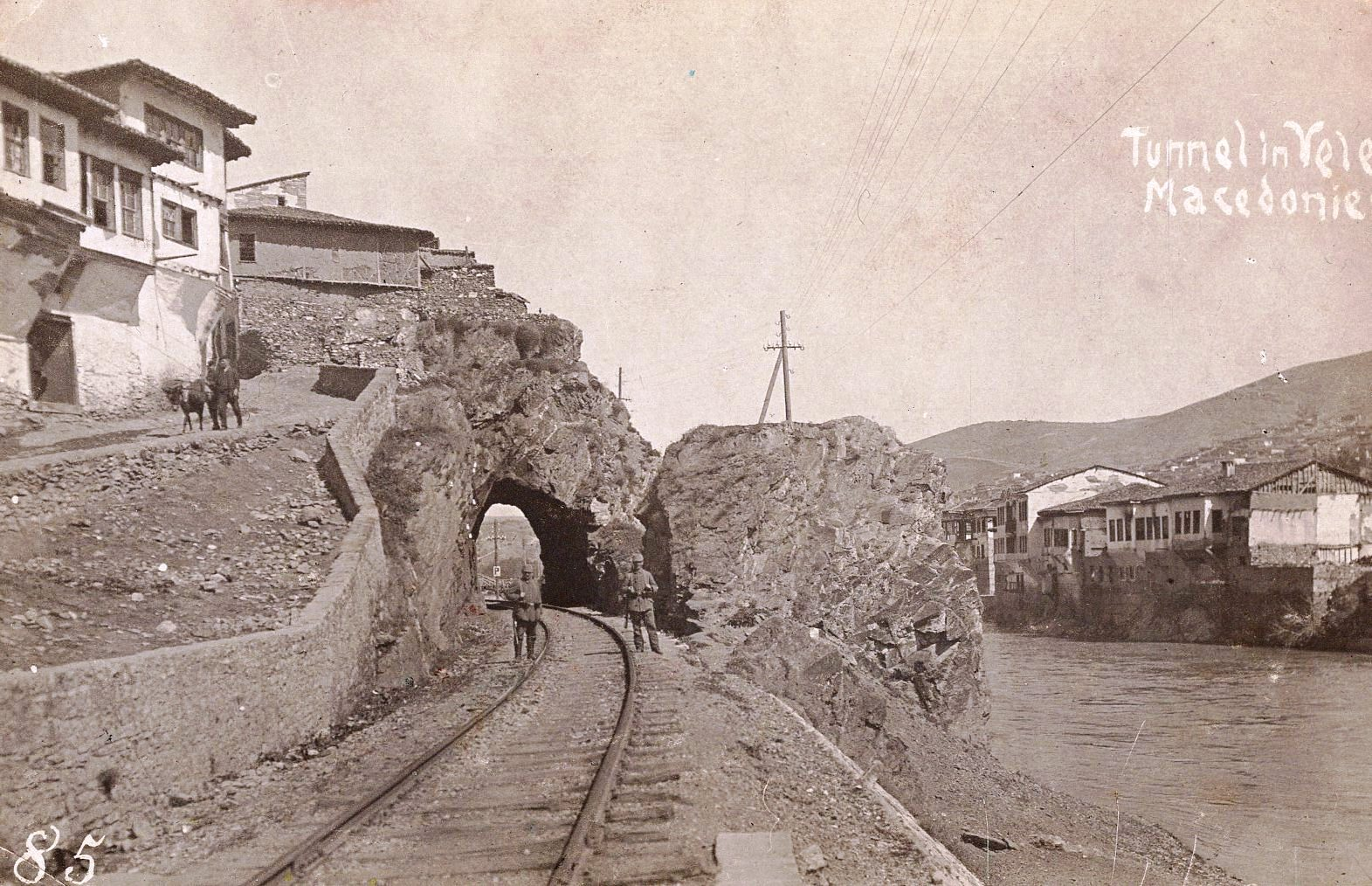
Велес на почтовой открытке, 1910
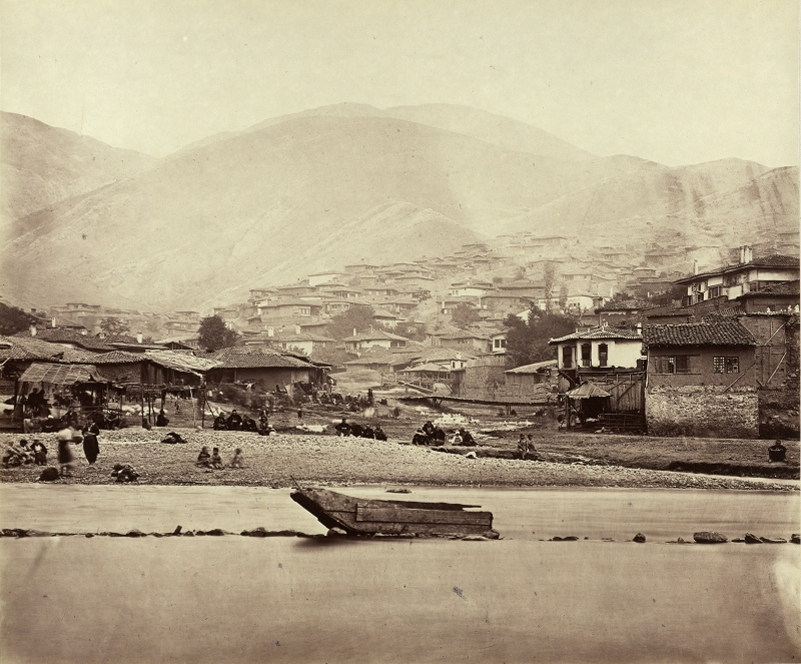
Велес,общий вид,1863